# إسرائيل يشايهو شرعبي
 إسرائيل يعيش الشرعبي (بالعبرية: שראל ישעיהו שרעבי يسرائيل يشعياهو شرعبي 20 أبريل `1908 - 20 يونيو 1979) سياسي إسرائيلي ـ يمني عمل وزيرا للإتصالات وكان المتحدث الخامس للكنيست الإسرائيلي لقب بهتلر اليهودي لتشابه شاربه مع الزعيم النازي. و كان رئيسا للمهاجرين اليمنيين لإسرائيل و لعب دورا كبيرا في عملية بساط الريح.

## حياته

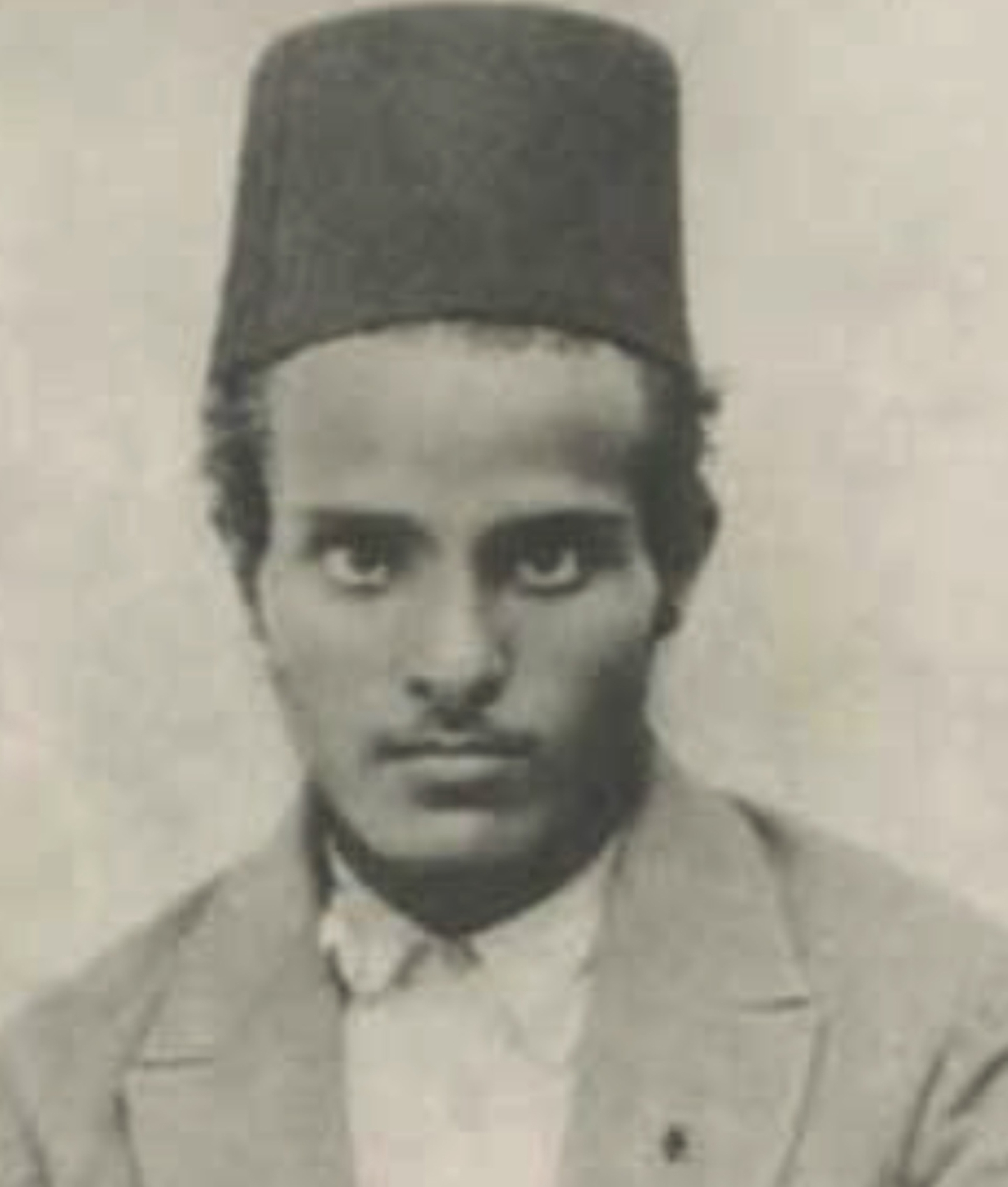
إسرائيل يشعياهو الشرعبي في عدن عام 1929

في مذكراته هذه، يذكر الشرعبي مولده في السَدّة، بالقرب من وادي بنا حيث كان نِصفُ سكّان البلدة من العَرَب وجميعهم مُزارِعُون والنِّصْف الآخر من اليهود، ومعظمهُم من النَسّاجين والبعض من التُجّار. أبوه من عائلة الشَّرْعَبِيّ الذين كانوا نسّاجِيْنَ، وأُمّه من عائلة الحَدَّاد وكانوا تُجّارا. وقد قرّر والده مغادرة بَلْدَة السَّدَّة والانتقال إلى العيش في مدينة صَنْعاء، ليدرُس ابنه إسرائيل عند معلّمي التَّوراة المَشهورين هناك.
استطاع إسرائيل بن يشعياهو الشَّرعبيّ بعد ستّ سنوات من مغادرته اليمن أن يرأس الجالية اليمنيّة، ثم تعاون مع مثقّفين آخرين من المجتمع اليمنيّ في تحرير ونشر عدد من المقالات عن تاريخ اليهود اليمنيّين وثقافتهم وتقاليدهم وعن هجرتهم إلى إسرائيل ومنهم يوسف قافيه الذي كانت تربطه به صداقة قوية.